# Schwangerschaftsabbruch mit embryopathischer Indikation
Als Schwangerschaftsabbruch mit embryopathischer Indikation (πάθος, páthos – altgriechisch unter anderem für „Krankheit“) bezeichnet man den Schwangerschaftsabbruch, der vorgenommen wird, weil in der Pränataldiagnose eine schwere Erkrankung bzw. Entwicklungsstörung (Embryopathie) des Ungeborenen oder die Anlageträgerschaft des Kindes für eine Erkrankung festgestellt wurde.

## Gesetzliche Grundlage und Motivationen
In Österreich erlaubt § 97 Abs. 1 Ziffer 2 des StGB den Abbruch, wenn „eine ernste Gefahr besteht, daß das Kind geistig oder körperlich schwer geschädigt sein werde“. In Österreich wird von eugenischer Indikation gesprochen. Im Februar 2015 forderten die Grünen eine Diskussion um eine Verkürzung der Frist für eine Spätabtreibung behinderter Kinder, da laut der UNO-Behindertenrechtskonvention die eugenische Indikation Behinderte diskriminiere.
In Deutschland wird diese Situation in der Gesetzgebung in § 218a StGB als medizinische Indikation subsumiert, „um eine Gefahr für das Leben oder die Gefahr einer schwerwiegenden Beeinträchtigung des körperlichen oder seelischen Gesundheitszustandes der Schwangeren abzuwenden“. In einem solchen Fall ist die Beendigung der Schwangerschaft nicht rechtswidrig und zählt somit nicht zu den Straftaten gegen das Leben. Die embryopathische Indikation wurde 1995 als eigene Ziffer gestrichen, was die Belange der Schwangeren hervorhebt.
Hierdurch entfällt einerseits die zeitliche Begrenzung für den Schwangerschaftsabbruch, andererseits wird klargestellt, dass das ungeborene behinderte Leben im Vergleich zum nichtbehinderten Leben keinem Sonderstatus unterworfen ist. Eine im fetalen Entwicklungsstadium festgestellte Behinderung oder Schädigung des Kindes allein rechtfertigt somit keine Indikationsstellung.
In Deutschland wurden im Jahre 2006 offiziell 3.046 von 119.710 Abbrüchen unter medizinischer Indikation vorgenommen. Die Mehrzahl davon letztlich aufgrund einer diagnostizierten Embryopathie. In Österreich wird über Schwangerschaftsabbrüche und Motive keine Statistik geführt.
Bei einer 1992 von der Soziologin Irmgard Nippert durchgeführten Befragung von 1.157 Schwangeren, die eine Genuntersuchung vornehmen ließen, äußerten vier von fünf Befragten die Befürchtung, für ein behindertes Kind lebenslang sorgen zu müssen, und eine von drei Befragten fürchtete die finanziellen Belastungen. Zu den Interessenlagen gehört somit auch die Selbstbestimmung der Mutter und der anderen Angehörigen, die in der Grundrechtstheorie diskutiert werden.
Mit dem am 1. Januar 2010 in Kraft getretenen „Gesetz zur Änderung des Schwangerschaftskonfliktgesetzes“ wurden die Anforderungen an eine umfassende Aufklärung, Betreuung und Begleitung der Schwangeren bei einer möglichen Indikation, insbesondere nach der Eröffnung eines auffälligen pränataldiagnostischen Befunds, neu geregelt. Das Schwangerschaftskonfliktgesetz (SchKG) schreibt nun auch für Abbrüche, die mit Indikation vorgenommen werden, eine dreitägige Bedenkzeit zwischen Diagnose oder Beratung und Schwangerschaftsabbruch vor, die für diese Fälle 1995 abgeschafft worden war. Die Schwangere soll nicht im ersten „Schock“ nach der Diagnose eine Entscheidung treffen. Bei gegenwärtiger erheblicher Gefahr für Leib oder Leben der Schwangeren gilt keine Bedenkzeit.
Auch in der Schweiz wird die embryopathische Indikation im StGB nicht speziell erwähnt, sondern fällt unter die medizinische Indikation. Nach Artikel 119 Ziffer 1 des StGB ist der Schwangerschaftsabbruch straflos, „wenn er nach ärztlichem Urteil notwendig ist, damit von der schwangeren Frau die Gefahr einer schwerwiegenden körperlichen Schädigung oder einer schweren seelischen Notlage abgewendet werden kann.“ Die Gefahr müsse umso größer sein, je fortgeschrittener die Schwangerschaft ist.

## Diagnoseproblematik
Die Pränataldiagnostik erlaubt häufig erst im fortgeschrittenen Stadium der Schwangerschaft die Möglichkeit zu Aussagen. Die Eingriffe werden daher in vielen Fällen als so genannter Spätabbruch nach der 14. Schwangerschaftswoche (d. h. später als 12 Wochen nach Empfängnis) vorgenommen.
In §§ 218a des deutschen Strafgesetzbuchs galt bis 1995 die 22. Woche nach der Empfängnis als zeitliche Grenze der embryoptathischen Indikation. Ab diesem Schwangerschaftsstadium ist es möglich, dass der Fötus die vorzeitig eingeleitete Geburt mit ärztlicher Hilfe im Brutkasten überlebt, wie zum Beispiel im Fall des sogenannten Oldenburger Babys. Um dies zu verhindern, werden oft die Föten vor dem Abbruch im Mutterleib abgetötet. Dieses Vorgehen ist gesetzlich nicht näher geregelt. Die direkte Tötung mit einer Kaliumchlorid-Lösung ins Herz des Embryos oder durch Unterbindung der Blutversorgung durch die Nabelschnur wird in einer Erklärung der Bundesärztekammer als unakzeptabel angesehen, wenn sie nur das Ziel habe, bereits außerhalb des Mutterleibes lebensfähige Föten vor einem Abbruch zu töten. Die Gynäkologengesellschaft Großbritanniens (Royal College of Obstetricians and Gynaecologists) hingegen empfiehlt dieses Vorgehen für Schwangerschaftsabbrüche nach der 22. Woche ausdrücklich, um eine Lebendgeburt zu vermeiden.
Bei der pränatalen Untersuchung können falsch positive wie auch falsch negative Diagnosen nicht ausgeschlossen werden, wie medizinstatistische Untersuchungen an der Berliner Charité zeigen. Es wurden dabei erhebliche Schwankungen in der Fehlerquote verschiedener diagnostischer Verfahren festgestellt. Bei unerfahrenen Diagnostikern z. B. bis zu 80 % nicht entdeckte morphologische Fehlbildungen durch Sonografie (gegenüber möglichen 10 % bei damit sehr erfahrenen Ärzten).
Einerseits können schwere Behinderungen, die einen Abbruch rechtfertigen könnten, unentdeckt bleiben. Andererseits kann es wegen falsch positivem Befund zu einem Abbruch kommen. Bezogen auf die nach pränataler Diagnose durchgeführten Abbrüche kommt die Untersuchung für die Universitätsklinik Charité auf einen Wert von 6 % der Abbrüche, die aufgrund falsch positiver Diagnosen (d. h. die diagnostizierten Fehlbildungen lagen gar nicht vor) durchgeführt wurden, bei Einsatz aller diagnostischen Verfahren.
Bei einem Schwangerschaftsabbruch in Florenz konnte eine pränatal diagnostizierte schwere Fehlbildung der Speiseröhre später nicht bestätigt werden. Hier wurde ein Kind nach 22 Schwangerschaftswochen abgetrieben. Das etwa 25 Zentimeter große und 500 Gramm schwere Kind überlebte nach dem Eingriff kurze Zeit, was diesen Fall im März 2007 bekannt machte.
Es gibt Fälle, in denen Ärzte schon einen Abbruch empfehlen, wenn Chromosomenbrüche auf ein Risiko von 10 bis 15 Prozent für eine spätere Behinderung hinweisen oder bestimmte Infektionserkrankungen der schwangeren Mutter vorgelegen haben, die ein statistisch erhöhtes Missbildungsrisiko bedeuten. In diesen Fällen besteht also nur ein grundsätzlicher Verdacht.
Bei invasiven Untersuchungen kommt es auch zu Spontanaborten. Bei der Früherkennung entsteht das Risiko einer Fehlgeburt bei der Durchführung einer späten Amniozentese von bis zu 5,7 % und bei einer Chorionzottenbiopsie von bis zu 8,8 %. Vor Inanspruchnahme der Untersuchung gilt die Beratung über die Handlungsoptionen im Falle eines positiven Befundes als sinnvoll.
Beim nicht-invasiven Pränataltest besteht kein Risiko eines Spotanaborts, er ist auch schon der 14. Schwangerschaftswoche aussagekräftig.

## Ethische Aspekte
Um eine Bedenkzeit zwischen Diagnose und eventuellem Schwangerschaftsabbruch sicherzustellen, wurde in Deutschland zum 1. Januar 2010 eine dreitägige Frist eingeführt.
Die Aufgabe, den schwangeren Frauen in Form eines Schwangerschaftsabbruchs beizustehen, führt bei einem Teil der Ärzte gerade bei späten Abbrüchen zu Gewissenskonflikten. Ferner erlauben es medizinische Fortschritte, vielen behinderten Kindern zum Beispiel mit Down-Syndrom bessere Entwicklungschancen und eine Selbstverwirklichung zu ermöglichen.
Die evangelische Kirche in Bayern sieht in ihrer Stellungnahme im November 2003 auch die Gefahr, „dass der Druck auf schwangere Frauen zunimmt, der Gesellschaft keine kranken oder behinderten Kinder zuzumuten.“ Der Behindertensprecher der ÖVP, Franz-Joseph Huainigg, brachte am 4. Februar 2004 eine Petition zur Streichung der eugenischen Indikation ins österreichische Parlament ein, weil sie gegen Artikel 7 BVG verstoße, in dem die Benachteiligung von Menschen mit Behinderungen untersagt ist.
Solche Bedenken stehen den gesellschaftlichen Strömungen gegenüber, die schon Ende des 19. Jahrhunderts eine Eugenik verlangten und die in der Nationalsozialistischen Rassenhygiene einen gewaltsamen Höhepunkt fanden. Heute wird vor allem mit den Folgekosten argumentiert. Der Direktor der Klinik und Poliklinik für Frauenheilkunde und Geburtshilfe in Köln, Peter Mallmann, vertrat im April 2000 die Position, die Pränataldiagnostik sei gesundheitsökonomisch notwendig zur Kostenreduktion im Gesundheitswesen. Bei einer Umfrage in Deutschland Anfang 2001 befürwortete mehr als der Hälfte der Befragten pränatale Untersuchungen, „da sie zum Beispiel helfen, Kosten im Gesundheitswesen zu reduzieren“.
Das Argument der Diskriminierung der Behinderten durch die embryopathische Indikation wird von Norbert Hoerster bestritten: „Dass jemand als Fötus hätte abgetrieben werden dürfen, hat auf seine späteren Rechte, sofern er nicht abgetrieben wurde, nicht den geringsten Einfluss. Dies gilt für Behinderte ganz genauso wie für Nicht-Behinderte.“ In dieser Beziehung unterscheide sich die ethische Diskussion nicht von derjenigen über die Präimplantationsdiagnostik.

## Sonderkündigungsschutz für Mütter
Das Bundesarbeitsgericht hat entschieden, dass der Sonderkündigungsschutz für Mütter auch für Frauen gilt, die ihre Schwangerschaft aufgrund einer medizinischen Indikation abgebrochen haben. Eine Kündigung sei zum Schutz der Frau bis vier Monate nach dem vorzeitigen Ende einer Schwangerschaft unzulässig, begründeten die Arbeitsrichter ihre Entscheidung im Dezember 2005 (BAG 2 AZR 462/04). Zur näheren Erläuterung gaben sie an, eine Entbindung liege dann vor, wenn das Kind mindestens 500 Gramm wiege. Es sei dabei unerheblich, ob es lebend oder tot geboren würde.